# Ganzenvoet
Ganzenvoet (Chenopodium) is een geslacht uit de amarantenfamilie (Amaranthaceae). Het geslacht telt zo'n honderd soorten, die wereldwijd voornamelijk in gematigde streken voorkomen. De naam ganzenvoet refereert aan de bladvorm van sommige soorten. Chenopodium is een samenstelling van χήν, 'chēn' (= gans) en πόδιον, podion (= voetje).

## Toepassingen
Quinoa (Chenopodium quinoa) is al duizenden jaren in gebruik in de Andes. De zaden worden gemalen tot meel en gebakken als brood of gefermenteerd tot een zure pap.
Quinoazaden worden ook als bestanddeel gebruikt in shampoos en conditioners.
Daarnaast is quinoa gekookt of gestoomd zeer goed te eten als vervanger van graan.
De zeer algemeen voorkomende melganzenvoet (Chenopodium album) wordt vaak als onkruid beschouwd, maar de bladeren zijn eetbaar, evenals de met de quinoa verwante zaden. Deze hebben een hoog gehalte aan eiwitten, caroteen, calcium, kalium en ijzer.
Welriekende ganzenvoet (Dysphania ambrosioides, synoniem: Chenopodium ambrosioides) levert chenopodiumolie, die als wormmiddel wordt ingezet. Ook thee getrokken van deze soort werd als geneesmiddel tegen wormen gebruikt.
Pollen van deze plant kan leiden tot allergische reacties, verwant aan hooikoorts.

## Soorten in de Benelux
- Melganzenvoet (Chenopodium album)
- Rode ganzenvoet (Chenopodium rubrum)
- Stinkende ganzenvoet (Chenopodium vulvaria)
- Stippelganzenvoet (Chenopodium ficifolium)
- Texaanse ganzenvoet (Chenopodium berlandieri)

## Soorten
- Chenopodium acerifolium Andrz.
- Chenopodium aciculare (Paul G.Wilson) S.Fuentes & Borsch
- Chenopodium acuminatum Willd.
- Chenopodium adpressifolium Pandeya & A.Pandeya
- Chenopodium albescens Small
- Chenopodium album L. - Melganzenvoet
- Chenopodium allanii Aellen
- Chenopodium atripliciforme Murr
- Chenopodium atrovirens Rydb.
- Chenopodium aureum Benet-Pierce
- Chenopodium auricomiforme Murr & Thell.
- Chenopodium auricomum Lindl.
- Chenopodium ayare Toro Torr.
- Chenopodium baccatum Labill.
- Chenopodium benthamii Iamonico & Mosyakin
- Chenopodium berlandieri Moq.
- Chenopodium betaceum Andrz.
- Chenopodium brandegeeae Benet-Pierce
- Chenopodium bryoniifolium Bunge
- Chenopodium candolleanum (Moq.) S.Fuentes & Borsch
- Chenopodium carnosulum Moq.
- Chenopodium chaldoranicum Rahimin. & Ghaemm.
- Chenopodium cordobense Aellen
- Chenopodium cornutum (Torr.) Benth. & Hook.f. ex S.Watson
- Chenopodium crusoeanum Skottsb.
- Chenopodium cuneifolium Vahl
- Chenopodium curvispicatum Paul G.Wilson
- Chenopodium cyanifolium Pandeya, Singhal & A.K.Bhatn.
- Chenopodium cycloides A.Nelson
- Chenopodium desertorum (J.M.Black) J.M.Black
- Chenopodium desiccatum A.Nelson
- Chenopodium detestans Kirk
- Chenopodium diversifolium (Aellen) F.Dvorák
- Chenopodium drummondii (Moq.) S.Fuentes & Borsch
- Chenopodium eastwoodiae Benet-Pierce
- Chenopodium eremaeum (Paul G.Wilson) S.Fuentes & Borsch
- Chenopodium eustriatum F.Dvorák
- Chenopodium ficifoliiforme F.Dvorák
- Chenopodium ficifolium Sm. - Stippelganzenvoet
- Chenopodium flabellifolium Standl.
- Chenopodium foggii Wahl
- Chenopodium fremontii S.Watson
- Chenopodium frigidum Phil.
- Chenopodium frutescens C.A.Mey.
- Chenopodium gaudichaudianum (Moq.) Paul G.Wilson
- Chenopodium giganteum D.Don
- Chenopodium griseochlorinum F.Dvorák
- Chenopodium hastatifolium Pandeya & A.Pandeya
- Chenopodium hederiforme (Murr) Aellen
- Chenopodium helenense Aellen
- Chenopodium hians Standl.
- Chenopodium hircinum Schrad.
- Chenopodium howellii Benet-Pierce
- Chenopodium hubbardii Aellen
- Chenopodium iljinii Golosk.
- Chenopodium incanum (S.Watson) A.Heller
- Chenopodium incognitum Wahl
- Chenopodium indicum T.K.Paul
- Chenopodium iranicum (Aellen) Hamdi & Malekloo
- Chenopodium karoi (Murr) Aellen
- Chenopodium lenticulare Aellen
- Chenopodium leptophyllum (Moq.) Nutt. ex S.Watson
- Chenopodium lineatum Benet-Pierce
- Chenopodium littoreum Benet-Pierce & M.G.Simpson
- Chenopodium lobodontum H.Scholz
- Chenopodium loureirei Steud.
- Chenopodium luteorubrum Mandák & Lomon.
- Chenopodium luteum Benet-Pierce
- Chenopodium moquinianum Aellen
- Chenopodium mucronatum Thunb.
- Chenopodium neomexicanum Standl.
- Chenopodium nesodendron Skottsb.
- Chenopodium nevadense Standl.
- Chenopodium nitens Benet-Pierce & M.G.Simpson
- Chenopodium nitrariaceum (F.Muell.) F.Muell. ex Benth.
- Chenopodium novopokrovskyanum (Aellen) Uotila
- Chenopodium nutans (R.Br.) S.Fuentes & Borsch
- Chenopodium oahuense (Meyen) Aellen
- Chenopodium obscurum Aellen
- Chenopodium opulifolium Schrad. ex W.D.J.Koch & Ziz
- Chenopodium pallescens Standl.
- Chenopodium pallidicaule Aellen
- Chenopodium pallidum Moq.
- Chenopodium palmeri Standl.
- Chenopodium pamiricum Iljin
- Chenopodium papulosum Moq.
- Chenopodium parabolicum (R.Br.) S.Fuentes & Borsch
- Chenopodium parryi Standl.
- Chenopodium perttii Sukhor.
- Chenopodium petiolare Kunth
- Chenopodium philippianum Aellen
- Chenopodium phillipsianum Aellen
- Chenopodium pilcomayense Aellen
- Chenopodium polygonoides (Murr) Aellen
- Chenopodium pratericola Rydb.
- Chenopodium preissii (Moq.) Diels
- Chenopodium pseudomultiflorum (Murr) Uotila
- Chenopodium pueblense H.S.Reed
- Chenopodium quinoa Willd.
- Chenopodium robertianum Iamonico & Mosyakin
- Chenopodium ruiz-lealii Aellen
- Chenopodium sanctae-clarae Johow
- Chenopodium sancti-ambrosii Skottsb.
- Chenopodium sandersii Benet-Pierce
- Chenopodium santoshei Pandeya, Singhal & A.K.Bhatn.
- Chenopodium scabricaule Speg.
- Chenopodium simpsonii Benet-Pierce
- Chenopodium sonorense Benet-Pierce & M.G.Simpson
- Chenopodium sosnowskyi Kapeller
- Chenopodium spegazzinii F.Dvorák
- Chenopodium spinescens (R.Br.) S.Fuentes & Borsch
- Chenopodium standleyanum Aellen
- Chenopodium stenophyllum (Makino) Koidz.
- Chenopodium striatiforme Murr
- Chenopodium subficifolium (Murr) Druce
- Chenopodium subglabrum (S.Watson) A.Nelson
- Chenopodium suecicum Murr
- Chenopodium tonkinense Courchet
- Chenopodium triandrum G.Forst.
- Chenopodium trigonon Schult.
- Chenopodium twisselmannii Benet-Pierce
- Chenopodium ulbrichii Aellen
- Chenopodium ulicinum Gand.
- Chenopodium vulvaria L. - Stinkende ganzenvoet
- Chenopodium wahlii Benet-Pierce
- Chenopodium watsonii A.Nelson
- Chenopodium wilsonii S.Fuentes, Borsch & Uotila
- Chenopodium zerovii Iljin
- Chenopodium zoellneri Aellen

## Hybriden
- Chenopodium × binzianum Aellen & Thell.
- Chenopodium × bohemicum F.Dvorák
- Chenopodium × borbasii Murr
- Chenopodium × covillei Aellen
- Chenopodium × dadakovae F.Dvorák
- Chenopodium × fallax (Aellen) F.Dvorák
- Chenopodium × fursajevii Aellen & Iljin
- Chenopodium × gruellii Aellen
- Chenopodium × haywardiae Murr
- Chenopodium × humiliforme (Murr) F.Dvorák
- Chenopodium × jedlickae F.Dvorák
- Chenopodium × jehlikii F.Dvorák
- Chenopodium × leptophylliforme Aellen
- Chenopodium × linciense Murr
- Chenopodium × mendelii F.Dvorák
- Chenopodium × paradoxum Mandák
- Chenopodium × podperae F.Dvorák
- Chenopodium × praeacutum Murr
- Chenopodium × preissmannii Murr
- Chenopodium × pseudoleptophyllum Aellen
- Chenopodium × pseudostriatum (Zschacke) Druce
- Chenopodium × smardae F.Dvorák
- Chenopodium × thellungii Murr
- Chenopodium × tridentinum Murr
- Chenopodium × trigonocarpum Aellen
- Chenopodium × unarii F.Dvorák
- Chenopodium × variabile Aellen
- Chenopodium × zahnii Murr